# Михайло Тишкевич (боярин)

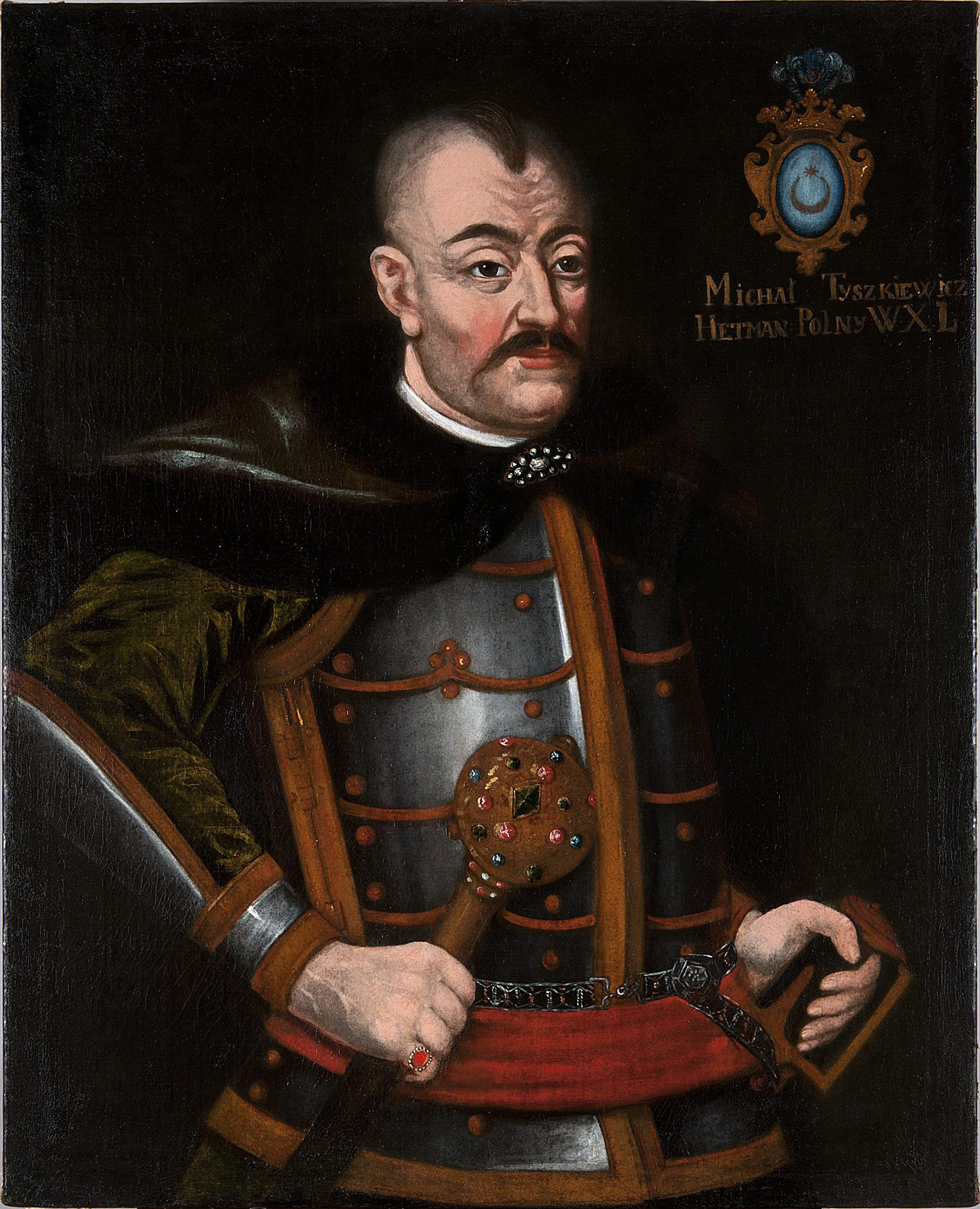
Уявний портрет 1794 року, зберігається в Національному музеї (Варшава).
Приписана фіктивна посада «польного гетьмана ВКЛ».

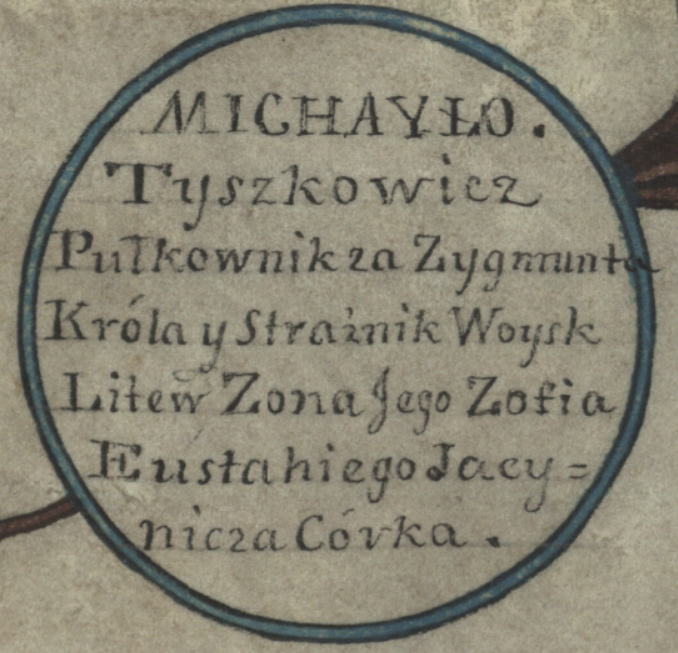
Фрагмент з родоводу Тишкевичів, XVIII століття

Михайло Тишкевич (зг. 1533—1552) — руський боярин першої половини XVI століття, дворянин господарський Великого князівства Литовського. Молодший син київського боярина Тишка Калениковича, родоначальника Тишкевичів. Послував до Кримського ханства в 1537 році, був затриманий й звільнений 1540. 

## Життєпис
Михайло, власне як і його четверо братів, служив при дворі великого князя Сигізмунда I Старого; найбільш заповзятливим серед них виявився Василь Тишкевич, що став воєводою підляським й смоленським. Кар'єра Михайла була менш вдалою: почалась і закінчилась у званні дворянина господарського. Перша письмова згадка про нього датується 1533 роком, коли він отримав дозвіл від монарха одружитись зі старшою літами вдовою Михайла Івановича Глинського — іменованою в джерелах то Петронелою, то Софією — донькою п. Остафія Яцинича. Від батьків Михайлу перепало небагацько, як-от село Слободище на Житомирщині, шлюб із заможнішою жінкою дозволяв поліпшити майновий стан. У придане вона принесла маєтки у Волковиському повіті, Тетерівку й Красне, що дістались їй від першого мужа. Яциничівна, як-то вказував укладач гербівника XVIII століття К. Несецький, народила чоловіку 6 синів: Юрія, Івана, Стрета, Йосифа, Григорія та Михайла.
Після віленського сеймика 1534 року М. Тишкевич займався тим, що розвозив волинським феодалам листи з великокнязівської канцелярії про збір срібла. 1537 р. був спрямований послом в Крим до хана Сахіб-Герая з пропозицією дружби й «упоминків» на основі «умови», досягнутої раніше послом ВКЛ Оникієм Горностаєм. Хан відхилив її, зіславшись на перемінливі обставини: тоді він вів боротьбу з племінниками, а тепер уся орда була в його руках. Герай затримав амбасадора й виставив Сигізмунду нові вимоги, що стали предметом обговорення на новогрудському сеймику осінню 1538. Відповідь великого князя була непохитна: він наполягав на укладенні миру на попередніх домовленостях, висловив згоду сплатити упоминки, а саме сукна, що їх Тишкевич віз, але тимчасово залишив у Києві; але при всім тім заявляв, що у разі війни буде боронитись. Хан зволікав. Всупереч міжнародному праву він не став відпускати Михайла, чинячи йому, як тоді називали, «легкость», вочевидь, аби увірвати якомога більше відкупу. Зрештою, Сахіб-Герай уклав мир й звільнив дипломата, який прибув на батьківщину на початку 1540 року.
В 1537 р. Сигізмунд, ознаймуючи, що М. Тишкевич служить «от давних часов», дарував пану двірець з людьми та землями в Троцькому повіті. Перед цим помістя держав боярин Михайло Пашич, однак «без данины господарской», тому тамтешній воєвода Ян Янович Заберезинський, «того ся достаточно доведавши», відібрав його. Попередній власник не примирився зі втратою. 27 лютого 1550 до справця Віленського воєводства Івана Горностая явився Тишкевич й заніс у замкову книгу скаргу на 2 парубків, підісланих Пачишем, котрі підпалили двірець на р. Берсека під Ейшишками. Схоплені парубки перед «вижом» і стороною, людьми добрими, зізнались, що вони вчинили це за вказівкою свого пана. Були встановлені «шкоды», завдані вогнем: «дом один на гридьни выгорел, а иньшие дей хоромы разметаны и попалены, а у в одной светлицы дей было на гвозде повешено осьмнадцать панцырев, а два бехтерика, наручья четверы, а двоих мисурских прилбиц, и шоломцов всех было полчетверта десят, а в коморе дей было осьм тегиляев полуотласовых, а пять камчатых, а к тому седлы и узды». Імовірно, дане помістя було головною резиденцією М. Тишкевича.
Матвій Любавський привертає увагу на розмаїття амуніції, що знаходилась в одній зі світлиць згорілого будинку. Воно й не дивно, адже за браком великих прибутків з садиб Михайло Тишкевич промишляв військовою службою, вербував найманців. Він був серед тих ротмістрів, які зі своїми підрозділами розташувались в Україні 1552 року для захисту від турків і татар під орудою брата Василя. Несецький називає його «славним в рицарських ділах», полковником і стражником. Ймовірно, на цих посадах знаходився ближче до кінця службової кар'єри.